# شموت (جبيل)
شموت، إحدى القرى اللبنانية في قضاء جبيل.
- المسافة من بيروت: 55 كلم
- الارتفاع عن سطح البحر:430 م